# Gulkremla
Gulkremla (Russula claroflava) är en hattsvamp som växer på fuktig mark i lövskogar och blandskogar, tillsammans med björk. Den kan också hittas i fjälltrakter, där den växer tillsammans med dvärgbjörk. Gulkremlan är Härjedalens landskapssvamp. 
Fruktkroppen uppträder under sensommaren till hösten. Hatten är gulaktig, ofta beskriven som solgul eller smörgul, och 6–12 centimeter bred. Till formen är hatten välv, tydligast hos unga exemplar medan äldre exemplar har en mer utbredd hatt. Vid våt väderlek blir hattens yta lite klibbig. 
Svampens skivor är till en början vitaktiga, senare får de en gräddgulaktig färg för att till sist blir närmast gråaktiga. Sporerna är gräddgula. Foten är liksom skivorna till en början vitaktig i färgen för att med tiden bli allt gråare. Fotens höjd är 6–9 centimeter och dess bredd är 1–2 centimeter. 
Som matsvamp har gulkremlan en nötliknande smak och kan exempelvis stuvas eller stekas.